# Leon Coeckelbergh
Leon Coeckelbergh (ur. 1890, zm. 1950?) – belgijski pilot, zwycięzca Pucharu Gordona Bennetta w 1923 i 1924 roku (razem z Ernestem Demuyterem).

## Życiorys
Licencję pilota balonowego uzyskał w 1923 roku. W zawodach Pucharu Gordona Benneta startował razem z Ernestem Demuyterem jako 2 pilot reprezentując Belgię. Po zajęciu 1 miejsca w XII i XIII Pucharze Gordona Bennetta w 1925 i 1930 roku zajął 2. miejsce. Podczas XX zawodów zajęli 10. miejsce lądując na terenie Polski w Rozprzy niedaleko Radomia. W 1934 roku podczas XXII zawodów zajęli 3. miejsce lądując na terenie ZSRR.